# Città federale
Quello di Città federale è uno status attribuito a certe città di particolare importanza in determinate nazioni:
- Bundesstadt, nei paesi di lingua tedesca, è il titolo riservato ad esempio a Bonn in Germania e a Berna in Svizzera;
- Città federali della Russia (Mosca, San Pietroburgo e Sebastopoli).